# Gustav Jourdan
Gustav Jourdan (* 20. Februar 1884 in Schwäbisch Gmünd; † 31. August 1950 in Hayingen) war ein deutscher Bildender Künstler und Hochschullehrer.

## Leben

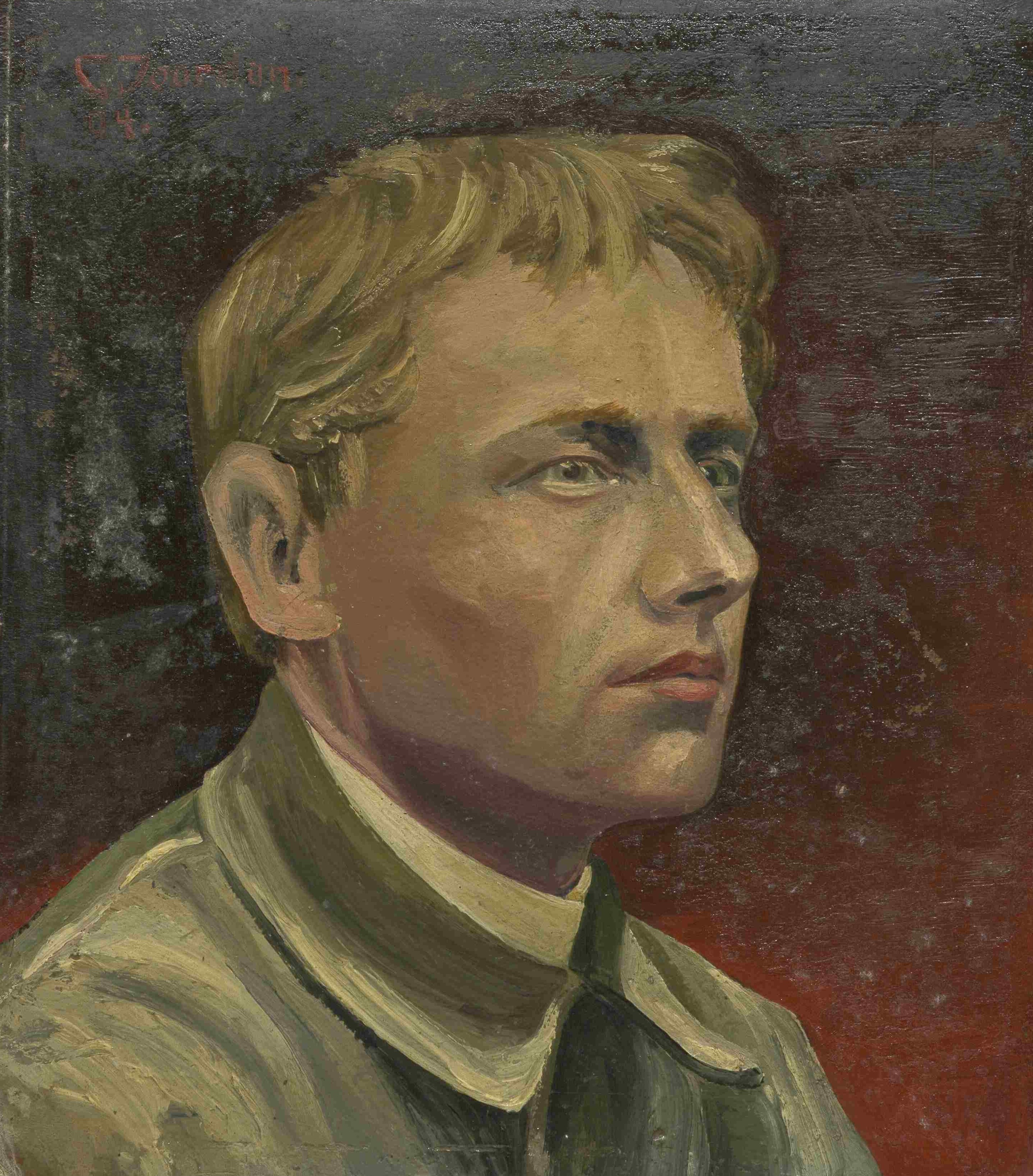
Selbstporträt 1904

Jourdan wurde in Schwäbisch Gmünd als letztes von vier Kindern geboren, besuchte dort die Volksschule und später die Gmünder Gewerbeschule. 1909 wurde er Student der Kunstakademie Stuttgart. Nach dem Abschluss 1911 wechselte Jourdan unmittelbar als Hilfslehrer für dekorative Malerei an die Königliche Kunstgewerbeschule Stuttgart, zu der er durch Bernhard Pankok gerufen wurde. Dort wurde er noch vor seiner Einberufung zum Kriegsdienst und Teilnahme am Ersten Weltkrieg 1913 zum Leiter bestellt und 1923 zum Professor der Klasse für Stoffdruck berufen. Seine Professur behielt er bis zu seiner Pensionierung 1946, mittlerweile als Hochschullehrer an der 1941 aus der Fusion von Kunstakademie und Kunstgewerbeschule entstandenen Staatlichen Akademie der Bildenden Künste Stuttgart.
Nachdem Stuttgart ausgebombt war, zog sich Jourdan mit seiner Frau 1944 immer weiter nach Hayingen zurück, wo er Mitbegründer des örtlichen Naturtheaters war und die erste Naturbühne 1949 mitgestaltete. 1950 wurde er durch die Stadt Hayingen zum Ehrenbürger ernannt und es wurde eine Straße in der Stadt nach ihm benannt. Er starb infolge einer schweren Krankheit in Hayingen.

## Werk
Schon vor seinem Studium und Lehrtätigkeit bekommt er in den einschlägigen Fachzeitschriften Anerkennung. So wird in der Beilage zu der Fachzeitschrift Der Maler, Jahrgang 1903 seine „Gewölbedekorationen, entworfen von Gustav Jourdan, Stuttgart“ veröffentlicht. Später folgten in derselben Zeitschrift, welche vom Verlag J. F. Steinkopf herausgegeben wurde, diverse Wand- und Treppenhausfriese aus seiner Feder. Der Münchener Verlag Georg D. W. Callwey gab ein „Spezialheft G. Jourdan in Stuttgart“ heraus.
Neben Porträts und Aktzeichnungen zählen unter anderem Postkartenentwürfe, Werbeplakate (u. a. für Salamander Schuhe) und Produktentwürfe zu seinen künstlerischen Arbeiten. Letztere gehören heute dem Fachbereich Design an. Er blieb bis zum Schluss seiner Heimatstadt verbunden und erstellte unter anderem für die örtliche Industrie und Handwerk Entwürfe.
Der im Stadtarchiv Schwäbisch Gmünd überlieferte Teilnachlass Jourdans umfasst rund 300 Skizzen, Zeichnungen und Entwürfe und wurde 2021 sukzessive für Wikimedia Commons digitalisiert.